# Gertrude Scharff Goldhaber
Gertrude Scharff Goldhaber (Mannheim, 14 de julho de 1911 — Patchogue, 2 de fevereiro de 1998) foi uma física alemã.